# Trnava (Zlíni járás)
Trnava település Csehországban, a Zlíni járásban. Trnava Hošťálková, Hrobice, Březová, Všemina, Podkopná Lhota, Neubuz, Kašava, Slušovice és Liptál településekkel határos. Lakosainak száma 1193 fő (2024. január 1.).

## Népesség
A település lakosságának változását az alábbi diagram mutatja:
| Lakosok száma | 1055 | 1116 | 1192 | 1201 | 1202 | 1141 | 1155 | 1166 | 1172 | 1193 |
|               | 1869 | 1890 | 1921 | 1950 | 1980 | 2001 | 2017 | 2019 | 2022 | 2024 |